# Arcadia (együttes)
Az Arcadia brit new wave együttes volt, amit Duran Duran-tagok, Simon Le Bon, Nick Rhodes és Roger Taylor alapítottak 1985-ben, mellékprojektként, amíg korábbi együttesük szünetelt. Az Arcadia 1985-ben és 1986-ban volt csak aktív, amely időszakban egy albumot adtak ki, a So Red the Rose-t, amely platina minősítést kapott a RIAA-tól. Roger Taylor csak néhány fényképezésen jelent meg és egyetlen videóklipben se az együttessel és elmondta, hogy csak a felvételekben volt érdekelt (szintén részese volt a Duran Duran többi tagja által alapított The Power Station projektnek).
Az együttes nevét Nicolas Poussin Et in Arcadia ego (latinul: "Én is Árkádiában vagyok") festménye inspirálta.

## Karrier

### So Red the Rose(1985)
Az együttes csak egy albumot vett fel, a platinalemez So Red the Rose-t. 30. helyig jutott a UK Albums Charton és 23-ig a Billboard 200-on. Szerepelt az albumon a top 10-es "Election Day", illetve a Top 40-es "The Promise" és a "Goodbye Is Forever".
Simon Le Bon azt mondta, hogy a So Red the Rose "minden idők legbizakodóbb albuma", míg az AllMusic "a legjobb Duran Duran album, ami soha nem készült el"-nek nevezte. Több zenész is részt vett az album elkészítésében, mint David Gilmour (Pink Floyd) és Carlos Alomar gitáros, Herbie Hencock zongorista, Sting (a "The Promise"-on), Grace Jones (az "Election Day"-en), Mark Egan basszusgitáros (Pat Metheny Group), Masami Tsuchiya és David Van Tieghem.
Egy videókollekció megjelent az album mellett, amelyen szerepeltek a videóklipek, amelyeket Roger Christian, Marcelo Anciano, Russell Mulcahy, és Dean Chamberlain rendeztek. Az együttes szintén felvette és kiadta a "Say the Word"-öt a Hotel Rock and Roll filmhez, amely az albumon végül nem szerepelt.
Az EMI újra kiadta az albumot 2010 áprilisában díszdobozként.

### Stílus
Az Arcadia folytatta a Duran Duran imidzs tradícióját. Le Bon, Rhodes és Roger Taylor gót stílusú fekete szmokingokat és csokornyakkendőket hordtak, illetve mindhárman befestették a hajukat feketére, amely az 1985-ös Live Aid koncerten mutatkozott meg Philadelphiában, ahol Duran Duran-ként szerepeltek. Mikor a "The Flame" kislemez videóklipje megjelent, Rhodes megváltoztatta. a hajszínét aranybarnára és Le Bon pedig visszatért korábbi hajstílusához.

### További megjelenések
A csoport többször is szerepelt televízióban, de sose turnéztak. Amikor a Duran Duran kiadta a Notorious albumot és elkezdtek turnézni, az "Election Day" és a The Power Station "Some Like it Hot" dala is gyakran elhangzott. Roger Taylor az együttes felbomlása után 15 évre elhagyta a zeneipart, de 2001-ben visszatért, amikor a Duran Duran eredeti felállása újra összeállt.

## Tagok
- Simon Le Bon - ének (1985-1986)
- Nick Rhodes - billentyűk (1985-1986)
- Roger Taylor - dobok (1985)

## Diszkográfia
| Év   | Részletek                                                              | Slágerlisták | Slágerlisták | Slágerlisták | Slágerlisták | Slágerlisták | Slágerlisták | Minősítés                                 |
| Év   | Részletek                                                              | UK           | US           | AUS          | SWE          | NZ           | CAN          | Minősítés                                 |
| ---- | ---------------------------------------------------------------------- | ------------ | ------------ | ------------ | ------------ | ------------ | ------------ | ----------------------------------------- |
| 1985 | So Red the Rose - Megjelent: November, 1985 - Kiadó: Capitol/Universal | 30           | 23           | 35           | 48           | 22           | 14           | - US: Platinalemez - CAN: 2× Platinalemez |

| Év   | Kislemez             | Slágerlisták | Slágerlisták | Slágerlisták | Slágerlisták | Slágerlisták | Slágerlisták | Slágerlisták | Slágerlisták | Slágerlisták | Album                      |
| Év   | Kislemez             | UK           | US           | US Dance     | AUS          | NZ           | NOR          | NL           | SWI          | IRE          | Album                      |
| ---- | -------------------- | ------------ | ------------ | ------------ | ------------ | ------------ | ------------ | ------------ | ------------ | ------------ | -------------------------- |
| 1985 | "Election Day"       | 7            | 6            | 29           | 13           | 4            | 7            | 12           | 18           | 5            | So Red the Rose            |
| 1985 | "Goodbye Is Forever" | —            | 33           | —            | 77           | —            | —            | —            | —            | —            | So Red the Rose            |
| 1986 | "The Promise"        | 37           | —            | —            | 94           | —            | —            | —            | —            | 24           | So Red the Rose            |
| 1986 | "The Flame"          | 58           | —            | —            | —            | —            | —            | 38           | —            | 29           | So Red the Rose            |
| 1986 | "Say the Word"       | —            | —            | —            | —            | —            | —            | —            | —            | —            | Hotel Rock and Roll (film) |

## Videógráfia
| Év   | Cím        | Kiadó                                     | For.   |
| ---- | ---------- | ----------------------------------------- | ------ |
| 1987 | Arcadia    | Picture Music International (MVP 9911382) | [ 12 ] |
| 1987 | The Videos | Castle Communications (CMV 1054)          | [ 13 ] |

| Year | Title                                            | Director         |
| ---- | ------------------------------------------------ | ---------------- |
| 1985 | "Election Day"                                   | Roger Christian  |
| 1985 | "The Promise"                                    | Marcelo Anciano  |
| 1986 | "Goodbye Is Forever"                             | Marcelo Anciano  |
| 1986 | "The Flame"                                      | Russell Mulcahy  |
| 1986 | "Say the Word" (a Hotel Rock and Roll főcímdala) |                  |
| 1986 | "Missing"                                        | Dean Chamberlain |